# Steven McDonald
Steven Shane McDonald, född 24 maj 1967, är en amerikansk musiker. Han var basist i det amerikanska alternativa rockbandet Redd Kross under 1980- och 1990-talet. Han var även med och arbetade på Tenacious D:s debutalbum med samma namn.